# Es kommt ein Schiff, geladen

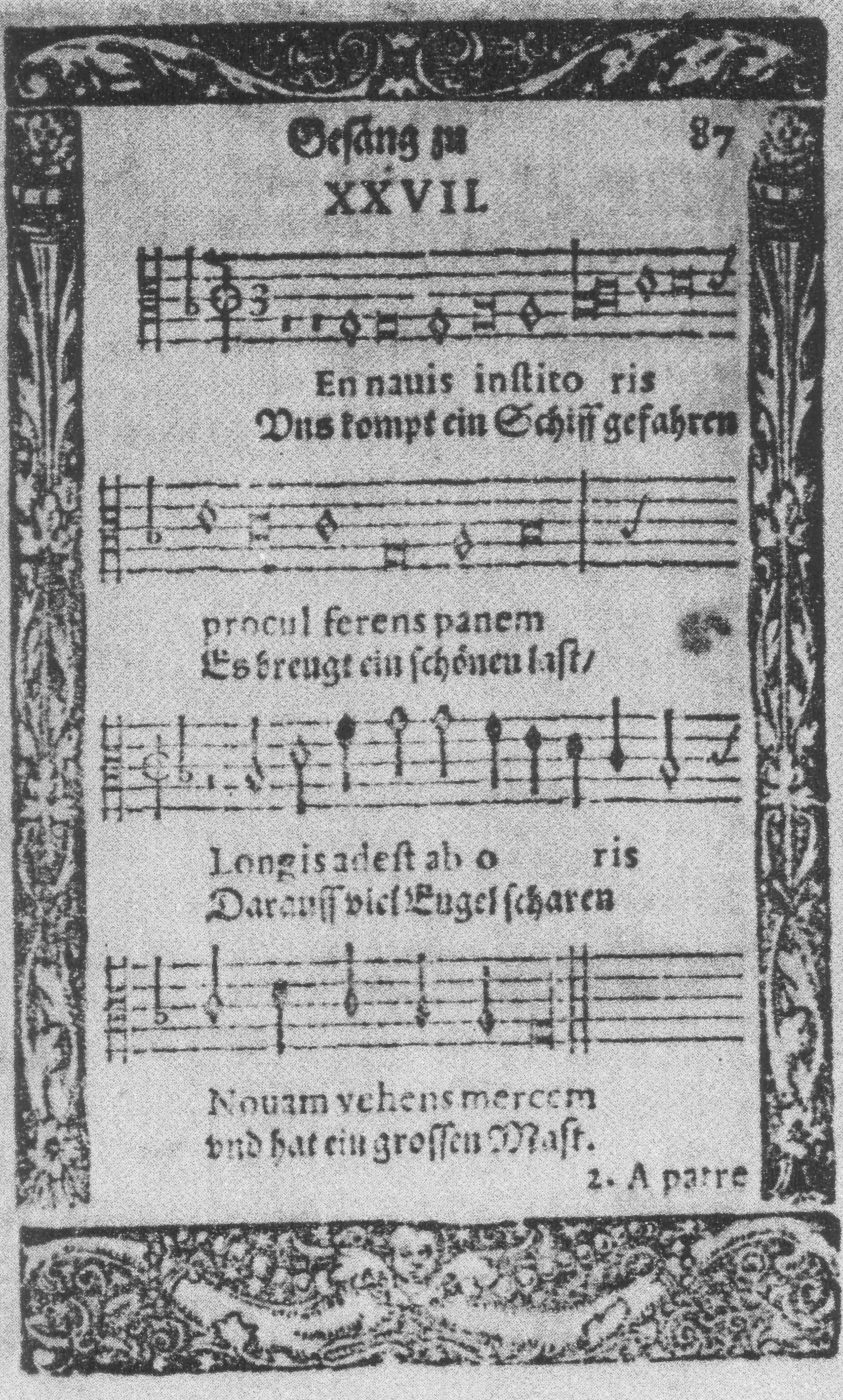
Manoscritto con il testo originale (intitolato Uns kompt ein Schiff gefahren) della canzone, datato 1608

Es kommt ein Schiff, geladen (= “Arriva una nave, carica”) è un tradizionale canto natalizio tedesco, attribuito al mistico domenicano Johannes Tauler (1300 ca. - 1361) e pubblicato per la prima volta con il titolo Es kompt ein Schiff geladen in una raccolta a cura di Daniel Sudermann (1550 – 1631), uscita a Strasburgo nel 1626. È uno tra i più antichi canti religiosi tedeschi ed è considerato il più antico canto natalizio tedesco.
È cantato normalmente durante l'Avvento ed è molto popolare presso i naviganti sul Reno.

## Origini
L'attribuzione del testo, il cui autore è rimasto anonimo, a Johannes Tauler si deve al ritrovamento – avvenuto intorno al 1450 –  di un manoscritto che contiene un canto simile in onore di Maria, ritrovato a Strasburgo nel convento domenicano St. Nicolaus in undis, dove Tauler operava.

## Testo
Il testo, che si compone di sei strofe paragona – secondo una tipica allegoria medievale – Maria incinta di Gesù ad una nave carica, che sta trasportando il Bambin Gesù:
1. Es kommt ein Schiff, geladen 

bis an sein' höchsten Bord, 

trägt Gottes Sohn voll Gnaden, 

des Vaters ewigs Wort.

2. Das Schiff geht still im Triebe, 

es trägt ein teure Last; 

das Segel ist die Liebe, 

der Heilig Geist der Mast.

3. Der Anker haft' auf Erden, 

da ist das Schiff am Land. 

Gott's Wort tut uns Fleisch werden,

der Sohn ist uns gesandt.

4. Zu Bethlehem geboren 

im Stall ein Kindelein, 

gibt sich für uns verloren; 

gelobet muss es sein.

5. Und wer dies Kind mit Freuden 

umfangen, küssen will, 

muss vorher mit ihm leiden 

groß Pein und Marter viel,

6. danach mit ihm auch sterben 

und geistlich auferstehn, 

Ewigs Leben zu erben, 

wie an ihm ist geschehn.